# Dominique Thiamale
Marie Ange Dominique Thiamale est une footballeuse internationale ivoirienne née le 20 mai 1982 à Abidjan. Elle évolue au poste de gardienne de but, mais a pourtant été formée comme une joueuse de champ.

## Carrière

### En club
Thiamale réalise sa formation au Stella Club d'Adjamé. Elle rejoint en 2000 le club rival de l'OMNESS d'Adjamé.

### Équipe nationale
Elle joue son premier match en équipe de Côte d'Ivoire le 10 août 2002, contre le Mali.
Elle participe avec l'équipe de Côte d'Ivoire à la Coupe d’Afrique des Nations 2012 organisée en Guinée équatoriale. Il s'agit de la première compétition continentale disputée par la Côte d'Ivoire. Elle prend ensuite part à la Coupe d’Afrique des Nations 2014 qui se déroule en Namibie. La Côte d'Ivoire se classe troisième de cette dernière compétition.
Elle dispute ensuite la Coupe du monde 2015 organisée au Canada. Lors du mondial, elle joue deux matchs : contre l'Allemagne, et la Thaïlande. Elle encaisse 10 buts contre l'Allemagne, et trois contre la Thaïlande. Malgré la déroute face aux joueuses allemandes, Dominique Thiamale déclare : « J'ai tout de même pris du plaisir. La Coupe du Monde, c'est ce qui se fait de mieux. J'en rêve depuis toute petite et aujourd'hui, nous y sommes. C'était merveilleux d'affronter l'Allemagne, même si cette équipe est redoutable. Quoi qu'il en soit, nous sommes très heureuses. »

## Palmarès
- Troisième du championnat d'Afrique 2014 avec l'équipe de Côte d'Ivoire